# Micrabaciidae
Micrabaciidae é uma família de cnidários antozoários da subordem Fungiina, ordem Scleractinia.

## Géneros
Estão descritos os seguintes géneros:
- Leptopenus Moseley, 1881
- Letepsammia Yabe & Eguchi, 1932
- †Micrabacia Milne Edwards & Haime, 1849
- Rhombopsammia Owens, 1986
- Stephanophyllia Michelin, 1841